# Берхалтер, Грегг
Грегг Берха́лтер (англ. Gregg Berhalter; род. 1 августа 1973, Энглвуд, Нью-Джерси, США) — американский футболист и футбольный тренер. Играл на позиции защитника. В прошлом выступал за национальную сборную. Играл в клубах США, Нидерландов, Англии и Германии.

## Ранние годы
Берхалтер родился в Энглвуде, вырос в Тенафлае. Вместе с Клаудио Рейной учился в школе Святого Бенедикта в Ньюарке. На молодёжном уровне выступал за команду университета Северной Каролины «Норт Кэролайна Тар Хилз». В 1993 году отыграл один сезон в университетском клубе «Роли Флайерз» в Объединённой футбольной лиге.

## Карьера игрока

### В клубах
Первым профессиональным клубом Грегга был нидерландский «Зволле», контракт с которым футболист подписал в 1994 году. Два сезона он отыграл в первом дивизионе, сыграв 37 матчей и забив 2 гола. С 1996 по 2000 год Берхалтер играл в Нидерландах за «Спарту» и «Камбюр».
После этого Грегг уехал в Англию, в клуб «Кристал Пэлас», который выступал в первом дивизионе футбольной лиги. За сезон Берхалтер сыграл 19 матчей, забив 1 мяч в ворота «Брэдфорд Сити». С 2002 по 2009 год Грегг играл в Германии за «Энерги» и «Мюнхен 1860». В 2009 он вернулся в Штаты, в «Лос-Анджелес Гэлакси». Также в 2011 году Берхалтер являлся в клубе ассистентом главного тренера.

### В сборной
В 1993 году Грегг выступал за молодёжную сборную США на чемпионате мира. На турнире он провёл все 4 матча. За первую сборную Берхалтер дебютировал 15 октября 1994 года во встрече против Саудовской Аравии. Первым турниром Грегга стал Кубок Америки 1995 года. На нём США заняли 4-е место. В 1998 он стал серебряным призёром Золотого кубка КОНКАКАФ, в 1999 бронзовым призёром Кубка конфедераций. На чемпионате мира 2002 года после того, как Джефф Эйгус выбыл из строя, он заменил его и сыграл в двух матчах плей-офф. Таким образом Грегг стал первым футболистом «Кристал Пэлас», сыгравшим на чемпионате мира. В 1/4 финала, в матче со сборной Германии, Берхалтер пробил по воротам, Оливер Кан не успел среагировать на удар, однако Торстен Фрингс вынес мяч с линии ворот рукой. Этот эпизод остался незамеченным со стороны судьи. На чемпионат мира 2006 года он попал из-за травмы Кори Гиббса. Однако на первенстве не сыграл ни одного матча и после окончания турнира завершил выступления за национальную команду.

## Карьера тренера
2 декабря 2018 года Берхалтер был назначен на пост главного тренера сборной США. В конце 2022 года он покинул сборную в связи истечением срока контракта. 16 июня 2023 года Берхалтер вернулся в сборную США. 10 июля 2024 года Берхалтер был уволен из сборной США после невыхода из группы на домашнем Кубке Америки 2024.

## Семья
Один из его сыновей, Себастьян, также стал футболистом.

## Достижения
Как игрока
«Лос-Анджелес Гэлакси»
- Чемпион MLS (обладатель Кубка MLS): 2011
- Победитель регулярного чемпионата MLS: 2010, 2011

Как тренера
Сборная США
- Победитель Лиги наций КОНКАКАФ: 2019/20[12], 2023/24[13]
- Победитель Золотого кубка КОНКАКАФ: 2021
- Серебряный призёр Золотого кубка КОНКАКАФ: 2019